# KWin
KWin és un gestor de finestres per als sistemes de finestres Xorg gratuït i de codi obert. Es pot emprar a X11 com a Wayland. Es fa servir principalment amb una Shell d'escriptori, específicament pensat per a KDE Plasma. Pot ser emprat en altres escriptoris, necessitant de l'instal·lació de llibreries i components presents a KDE Plasma.
KWin admet la composició, permetent un major control sobre els efectes visuals, com la possibilitat d'utilitzar efectes 3D per a gestionar les finestres. Assolint una gestió de les finestres més suau, fàcil, eficient i natural. Essent suportat per maquinari de tipus modest.

## Història del Kwin
El canvi del gestor de finestres de X11 per Wayland va comportar que els arranjaments de la pantalla fossin gestionats per KWin enlloc de KScreen.
| Nom  | Versió | Versió de KDE | Detalls                                                            |
| ---- | ------ | ------------- | ------------------------------------------------------------------ |
| KWM  | 1.0    | 1.0           |                                                                    |
| KWin | 2.0    | 2.0           | Més suport per temes i efectes de finestres                        |
| KWin | 3.0    | 3.2           | Millorat el suport per l'estès ICCCM estàndards de freedesktop.org |
| KWin | 4.0    | 4.0           | Composició experimental i suport per efectes d'estil Compiz        |
| KWin | 5.21   | 5.21          | Fou gairebé totalment reescrit.                                    |

## Aparença
Hi ha moltes decoracions de finestra pel Kwin, incloent Oxigen, que ve per defecte, Plastik, Keramik... Els temes de l'IceWM també es poden usar.